# Symphurus monostigmus
Symphurus monostigmus är en fiskart som beskrevs av Munroe 2006. Symphurus monostigmus ingår i släktet Symphurus och familjen Cynoglossidae. Inga underarter finns listade i Catalogue of Life.